# مارشانو
مارشانو (بالإيطالية: Marsciano)‏ هي بلدية في مقاطعة بيرودجا في إقليم أومبريا في إيطاليا.

## السكان
في سنة 1861 بلغ عدد السكان 10٬120 نسمة، وتطور العدد ليصل في سنة 2011 لـ 19٬284 نسمة.
يظهر هذا المخطط البياني تطور النمو السكاني لـ مارشانو

## توأمة
لمارشانو اتفاقيات توأمة مع كل من:
- أوروسي (1985 - )
- تريمبلي أون فرانس

## أعلام
- جانكارلو أنتونيوني
- دييغو فالتشينيلي